# Niimi Nishiki
Niimi Nishiki oder auch Shinmi Nishiki (jap. 新見 錦; * 1836 in Mito; † 19. Oktober 1863 in Kyōto) war einer von drei Kommandeuren, später Vize-Kommandeur der Shinsengumi, einer japanischen Polizeieinheit der Bakumatsu-Zeit (1853–1867), die in Kyōto patrouillierte.

## Historische Situation
Die mit der Ankunft Matthew Perrys einsetzende kontinuierliche Öffnung Japans in den 60er Jahren des 19. Jahrhunderts verursachte viel Kontroverse in der Bevölkerung. Daher entstanden verschiedene militärische Bewegungen, die große Unruhen im Land auslösten. Die einen kämpften für die Öffnung Japans und die damit verbundene Machterhaltung des Tokugawa-Shōgunats. Andere machten sich zum Beispiel mit der Losung Sonnō-jōi bemerkbar und forderten, dass die Macht wieder dem Tennō, dem japanischen Kaiser, übergeben würde und stimmten somit gegen das westliche Ausland.
Die Rōshigumi war eine vom Shōgun rekrutierte Kampftruppe, in Kioto für Ruhe und Ordnung sorgen sollte. Doch viele der Kämpfer waren eher dem Kaiser zugeneigt und so wurden die meisten nach Edo (heutiges Tokio) geschickt, wo sie wenig Unruhe stiften konnten. Zu den in Kioto verbliebenen gehörten die späteren Mitglieder der Shinsengumi.

## Biografie
Niimi wurde im Han Mito (heutige Präfektur Ibaraki) geboren. Er wurde Mitglied der Rōshigumi und gehörte dort der Fraktion des Kommandeurs Serizawa Kamo an, nachdem sich eine Trennung innerhalb der Gruppe zwischen Serizawa und dem zweiten Kommandeur, Kondō Isami, bemerkbar machte. Als der Führer der Rōshigumi, Kiyokawa Hachirō die Truppe für die Kaisertreuen kämpfen lassen wollte, blieb Niimi in Kyōto und gehörte dann zu den 13 Gründungsmitgliedern der Shinsengumi.
Ursprünglich war er neben Serizawa und Kondō ebenfalls Kommandeur, später wurde er jedoch zu der Position des Vize-Kommandeurs herabgestuft.
Da er ein wichtiges Mitglied der Serizawa Fraktion war, die die Kondō Anhänger auflösen wollten, wurde er wahrscheinlich von Hijikata Toshizō und Yamanami Keisuke am 19. Oktober 1863 (10. September nach dem Mondkalender) dazu gezwungen, Seppuku (rituellen Selbstmord) zu begehen.
Es gibt ebenfalls die Theorie, dass er von einem Samurai aus Mito getötet wurde, da er ein Mitglied der Shinsengumi getötet haben soll, aber das ist eher unwahrscheinlich.
Auch wenn er den Namen Niimi Nishiki angenommen hatte, bleibt sein wirklicher Name unbekannt. Er muss aber gebildet gewesen sein, da sein Name mit der Aussprache spielt.
Es gibt Spekulationen darüber, dass er ein Spion aus Chōshū gewesen sein könnte, und dass er enge Beziehungen zu Sonnō-jōi-Gruppen in Mito und Tosa hatte, die im Gegensatz zur Shinsengumi den Kaiser unterstützen.
| Personendaten    | Personendaten                                                            |
| ---------------- | ------------------------------------------------------------------------ |
| NAME             | Niimi, Nishiki                                                           |
| ALTERNATIVNAMEN  | 新見 錦 (japanisch); Shinmi, Nishiki                                     |
| KURZBESCHREIBUNG | Kommandeur, später Vize-Kommandeur der Shinsengumi, einer Polizeieinheit |
| GEBURTSDATUM     | 1836                                                                     |
| GEBURTSORT       | Mito                                                                     |
| STERBEDATUM      | 19. Oktober 1863                                                         |
| STERBEORT        | Kyōto, Japan                                                             |